# Marianne Stewart

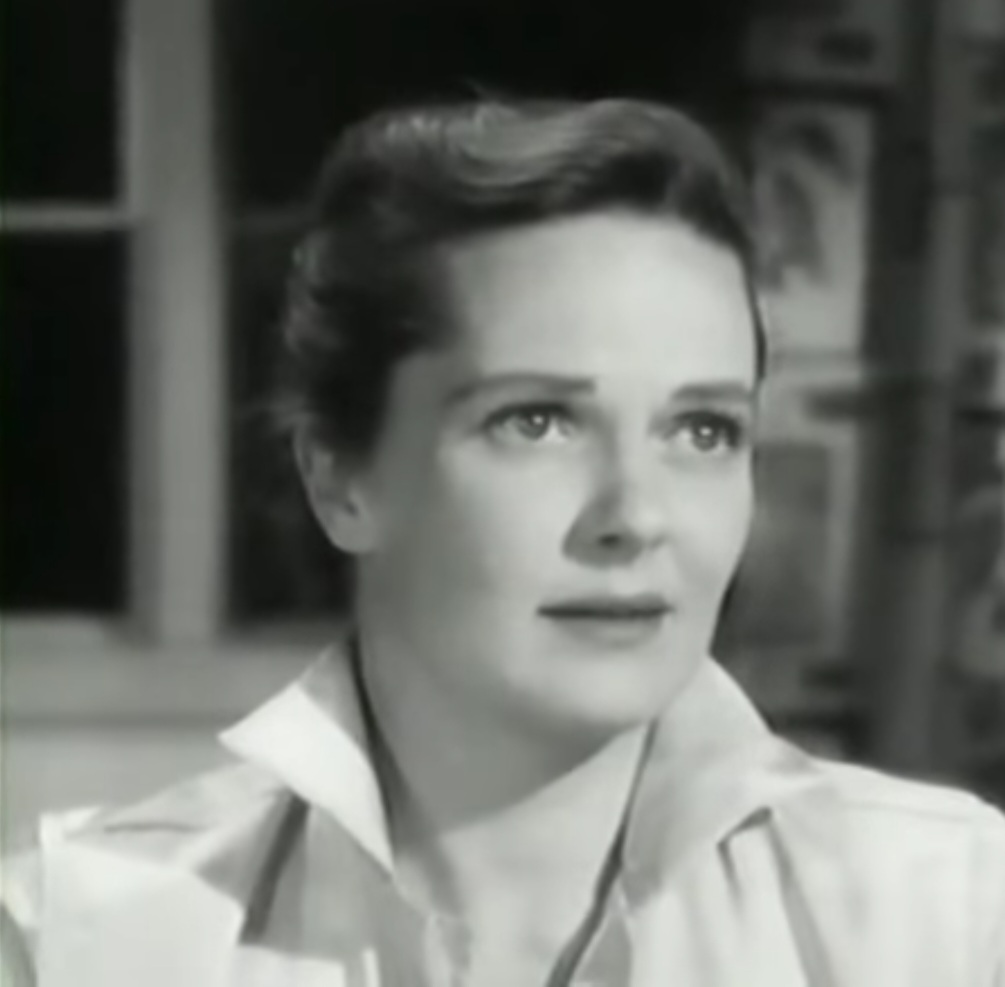
Marianne Stewart (1956)

Marianne Stewart, auch Anna Marie Stewart, Annemarie Stewart, Anna Marie Schunzel oder Marianne Sherman, (* 16. Januar 1922 als Annemarie Schünzel in Berlin, Deutsches Reich; † 1. November 1992 in Los Angeles, Kalifornien, Vereinigte Staaten) war eine deutschamerikanische Schauspielerin.

## Leben und Wirken
Annemarie Schünzel, die Tochter von Reinhold Schünzel und dessen damaliger Ehefrau Hanne Brinkmann, wuchs in Berlin und in Großbritannien auf. Dorthin hatte sie der inzwischen von Brinkmann geschiedene Schünzel aufgrund des aufkommenden Antisemitismus mit Beginn des Dritten Reichs geschickt, wo sie zur Schule ging. Als Schünzel im September 1937 in die USA emigrierte, nahm er in Southampton seine Tochter mit an Bord. In Hollywood angekommen, gab sie, gerade 18 Jahre alt, unter ihrem Geburtsnamen ihren Einstand vor der Kamera mit einer winzigen Rolle als Bauernmädchen in dem Film Four Sons. Durch ihre Ehe mit einem US-Amerikaner hieß sie kurz darauf Anna Marie Stewart, benutzte aber auch weiterhin ihren Geburtsnamen und amerikanisierte ihn minimal zu Anna Marie Schunzel. Unter diesem Namen wurde die Nachwuchsdarstellerin am 14. Januar 1944 in den USA eingebürgert. Unmittelbar zuvor trat sie als Anne Marie Stewart von 1942 bis 1944 „mit kleinen Ausländerinnen-Rollen“ in Filmen auf. 
Im September 1944 standen Vater und Tochter Schünzel erstmals gemeinsam auf der Bühne und wirkten im Kabarett der Komiker mit. Seit 1945 nannte sich Schünzels Tochter nur noch Marianne Stewart. Von September 1945 bis Januar 1948 wirkte sie am New Yorker Broadway in drei Stücken (You Touched Me, Swan Song, The Survivors) mit. Zwischendurch nahm sie 1946 ihre Filmarbeit wieder auf. Seit 1950 sah man die Deutsch-Amerikanerin regelmäßig sowohl in Kino- als auch in Fernsehfilmen, jedoch durchgehend nur in kleinen Rollen. Als ihr Vater 1952 endgültig nach Deutschland heimkehrte, blieb Marianne Stewart in den USA. Mehrfach sah man sie in einzelnen Folgen populärer TV-Serien wie Rauchende Colts, Alfred Hitchcock Presents, Bonanza und Perry Mason. Zuletzt war Annemarie Schünzel / Marianne Stewart mit dem Amerikaner Allen N. Sherman verheiratet, eine weitere Ehe war sie mit dem Schauspielkollegen Louis Calhern eingegangen. Schauspielerisch längst inaktiv, starb sie im Alter von 70 Jahren in Los Angeles.

## Filmografie (Auswahl)
- 1940: Four Sons (als Annemarie Schunzel)
- 1942: Valley of Hunted Men (als Anne Marie Stewart)
- 1943: Three Russian Girls (als Anne Marie Stewart)
- 1944: Das Gespenst von Canterville (The Canterville Ghost) (als Anne Marie Stewart)
- 1944: Tagebuch einer Frau (Mrs. Parkington) (als Anne Marie Stewart)
- 1946: Our Hearts Were Growing Up
- 1950: Der einsame Champion (Right Cross)
- 1951: Danger (eine Folge der TV-Serie)
- 1954: Make Room for Daddy (eine Folge der TV-Serie)
- 1956: Auf den Schienen zur Hölle (Time Table)
- 1956: Medic (eine Folge der TV-Serie)
- 1956: Big Town (eine Folge der TV-Serie)
- 1957: Rauchende Colts (Gunsmoke) (eine Folge der TV-Serie)
- 1957: Die Spur des Gangsters (Hot Summer Night)
- 1957: Back from the Dead
- 1958: Abenteuer im wilden Westen (Zane Grey Theater) (eine Folge der TV-Serie)
- 1959: Mike Hammer (eine Folge der TV-Serie)
- 1959: The Lineup (eine Folge der TV-Serie)
- 1959: Buckskin (eine Folge der TV-Serie)
- 1959: Der Fischer von Galiläa (The Big Fisherman)
- 1959–1961: Perry Mason (drei Folgen der TV-Serie)
- 1960: Bonanza (eine Folge der TV-Serie)
- 1960: Dante (eine Folge der TV-Serie)
- 1960: So eine Affäre (The Facts of Life)
- 1961: Route 66 (eine Folge der TV-Serie)
- 1961: Whispering Smith (eine Folge der TV-Serie)
- 1962: Ben Casey (zwei Folgen der TV-Serie)
- 1963: Arrest and Trial (eine Folge der TV-Serie)
- 1964: Wiegenlied für eine Leiche (Hush...Hush, Sweet Charlotte)
- 1965: My Living Doll (eine Folge der TV-Serie)